# Румазьер-Лубер
Румазье́р-Лубе́р (фр. Roumazières-Loubert) — коммуна во Франции, находится в регионе Пуату — Шаранта. Департамент — Шаранта. Входит в состав кантона Сен-Кло. Округ коммуны — Конфолан.
Код INSEE коммуны — 16192.

## География
Коммуна расположена приблизительно в 360 км к юго-западу от Парижа, в 80 км южнее Пуатье, в 45 км к северо-востоку от Ангулема.
Более половины территории коммуны занимают леса, также много лугов, на которых выпасают скот, в основном коровы породы лимузен.

## Население
Население коммуны на 2008 год составляло 2558 человек.
| 1962 | 1968 | 1975 | 1982 | 1990 | 1999 | 2008 |
| ---- | ---- | ---- | ---- | ---- | ---- | ---- |
| 1551 | 1596 | 3146 | 3007 | 3002 | 2779 | 2558 |

## Администрация
| Период | Период | Фамилия         | Партия | Примечания           |
| ------ | ------ | --------------- | ------ | -------------------- |
| 2001   | 2008   | Иветта Эбер     |        |                      |
| 2008   | 2014   | Жан-Мишель Дюфо |        | менеджер по продажам |

## Экономика
В Румазьер-Лубере расположены завод Terreal/TBF промышленной группы Terreal, крупнейший центр по производству черепичной плитки в Европе, производящий 100 млн шт. плитки в год (400 000 т), и завод CMPR промышленной группы Monier, производящий 200 000 т плитки в год.
В 2007 году среди 1557 человек в трудоспособном возрасте (15—64 лет) 1082 были экономически активными, 475 — неактивными (показатель активности — 69,5 %, в 1999 году было 65,6 %). Из 1082 активных работали 970 человек (579 мужчин и 391 женщина), безработных было 112 (40 мужчин и 72 женщины). Среди 475 неактивных 110 человек были учениками или студентами, 155 — пенсионерами, 210 были неактивными по другим причинам.

## Достопримечательности
- Замок Шамб[фр.] (XVI век). Исторический памятник с 2009 года[3]
- Средневековый замок Пейра[фр.] (XVI век). Исторический памятник с 1998 года[4]
- Церковь Св. Иоанна Крестителя
- Церковь Сен-Марсьяль
- Церковь Сен-Кристоф

## Фотогалерея

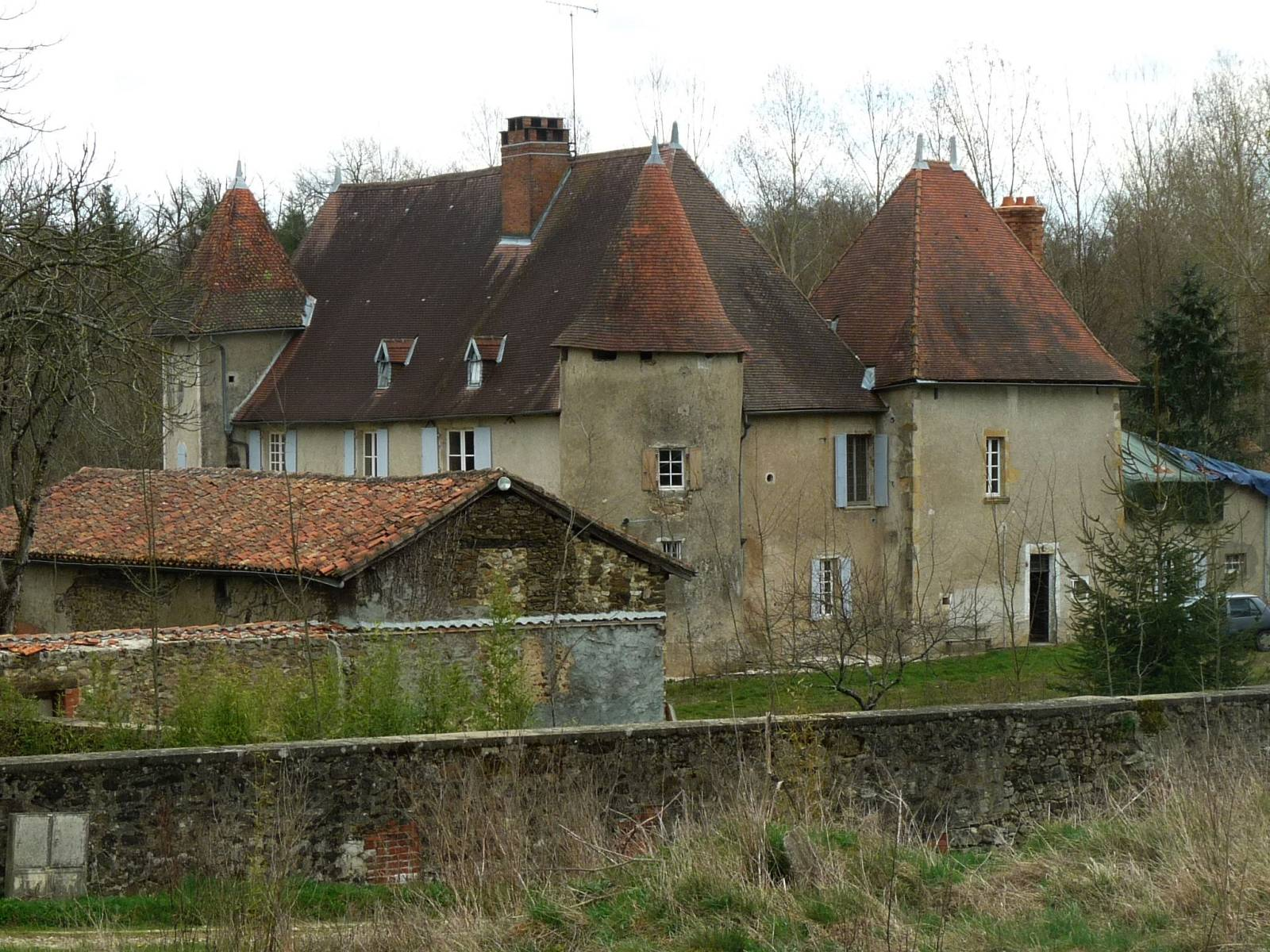
Замок Шамб
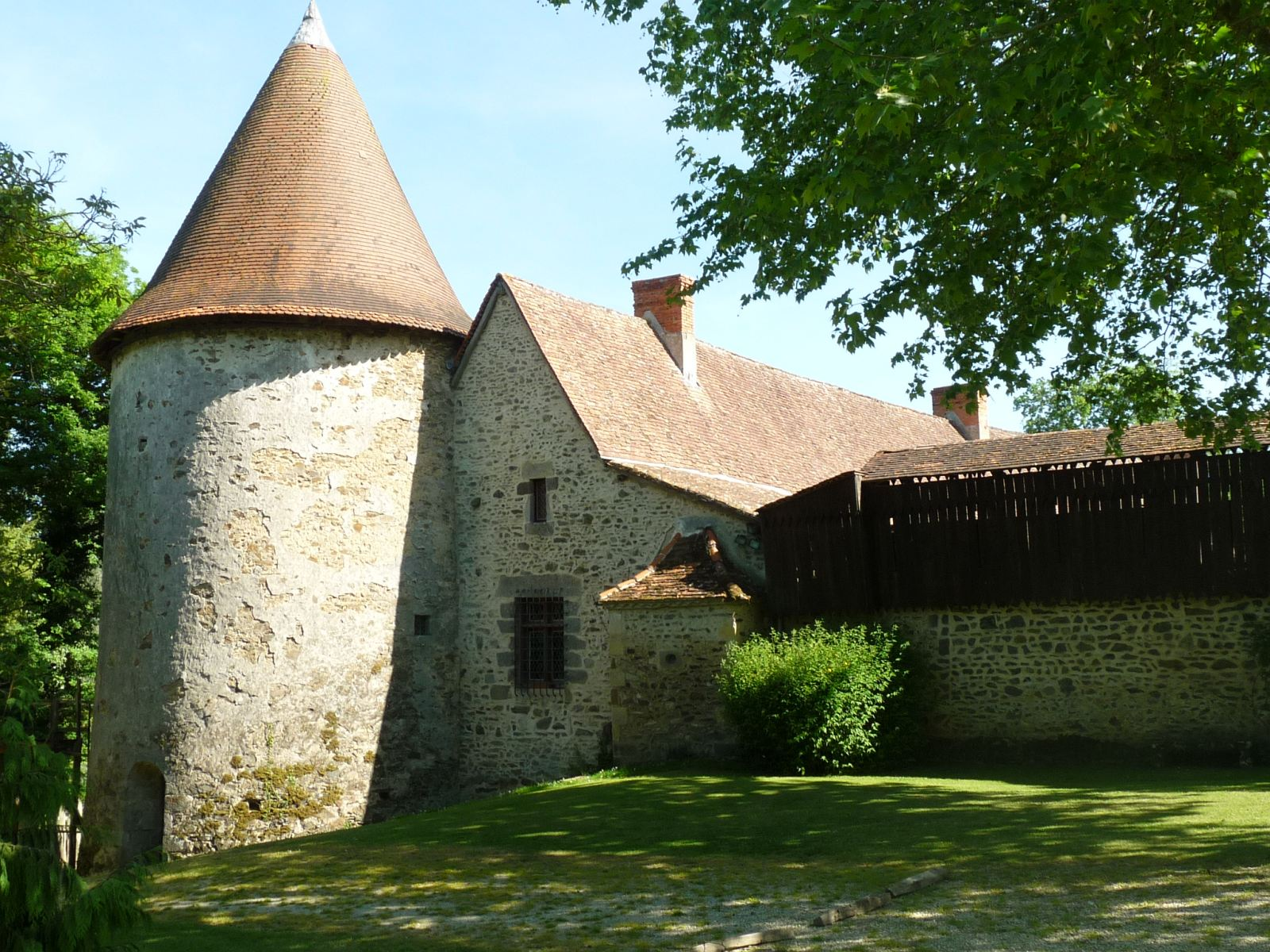
Замок Пейра
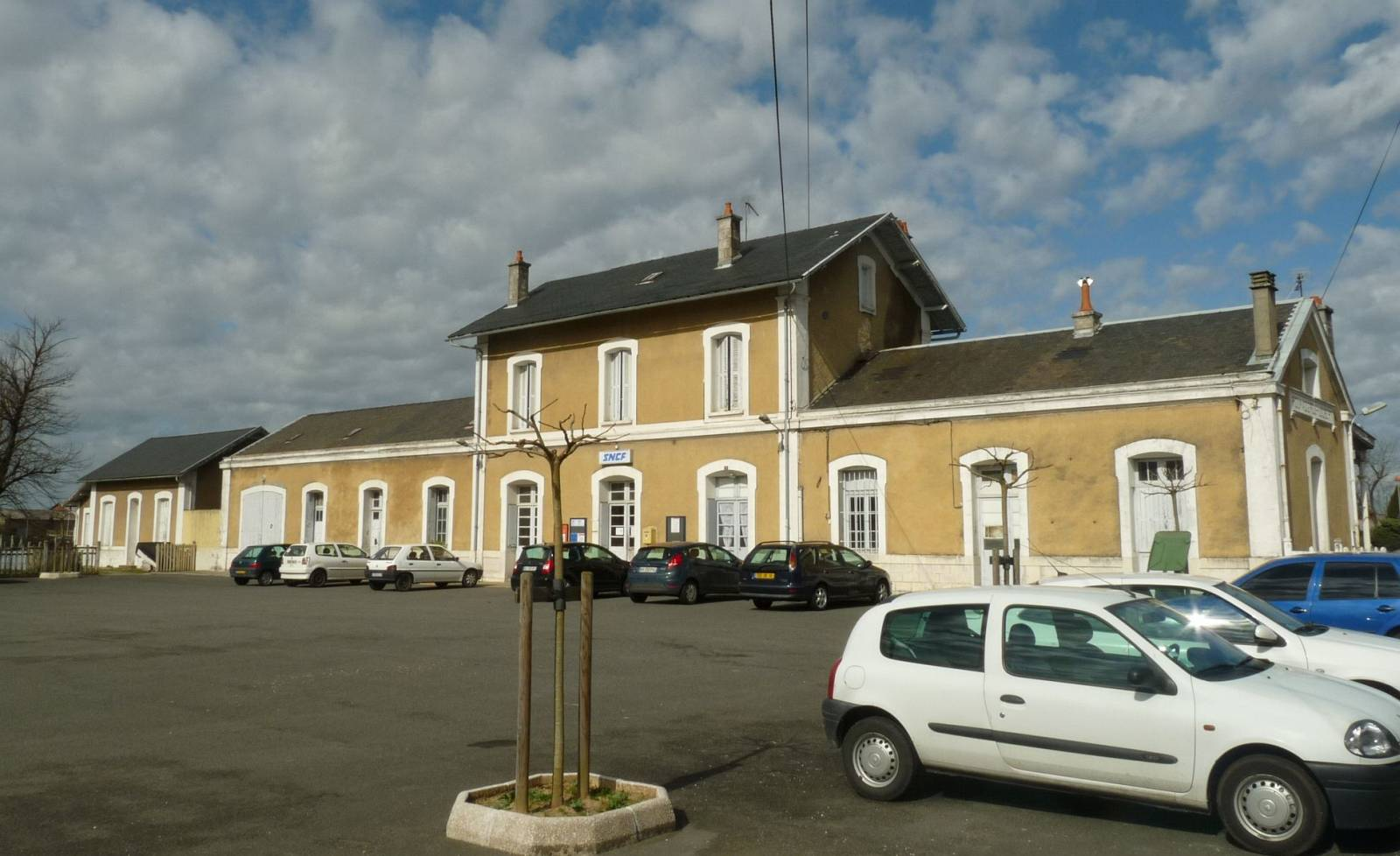
Вокзал